# Rhaphidorrhynchium gabonense
Rhaphidorrhynchium gabonense är en bladmossart som beskrevs av Brotherus och Potier de la Varde 1928. Rhaphidorrhynchium gabonense ingår i släktet Rhaphidorrhynchium och familjen Sematophyllaceae. Inga underarter finns listade i Catalogue of Life.